# Fiamma Nirenstein
 (janvier 2025).
Si vous disposez d'ouvrages ou d'articles de référence ou si vous connaissez des sites web de qualité traitant du thème abordé ici, merci de compléter l'article en donnant les références utiles à sa vérifiabilité et en les liant à la section « Notes et références ».
Fiamma Nirenstein (née à Florence le 18 décembre 1945) est une journaliste, écrivain et politicienne italienne.

## Œuvres
- Theracistdemocratic, Milan, Mondadori, 1990.  (ISBN 88-04-34002-9)
- Israël, une paix dans la guerre, Bologne, Il Mulino, 1996.  (ISBN 88-15-05564-9)
- Comme les cinq doigts d'une main. L'histoire d'une famille juive de Florence, à Jérusalem, avec Albert Simon, Susan et Wanda Nirenstein, Milan, Rizzoli, 1998.  (ISBN 88-17-85253-8)
- Musulmans. Fiamma Nirenstein entrevue avec Bernard Lewis, Rome, libéral, 1999.
- Un seul Dieu, trois vérités. Arabes, juifs et chrétiens: l'énigme de la foi. Entretien avec Claude Geffré, David Rosen, Mustafa Abu Sway, par George Montefoschi, Milan, Mondadori, 2001.  (ISBN 88-04-48838-7)
- L'Abandonnement. Comment l'Occident a trahi les Juifs, Milan, Rizzoli, 2002.  (ISBN 88-17-86955-4)
- Islam. La guerre et l'espoir. Entretien avec Bernard Lewis, Milano, Rizzoli, 2003.  (ISBN 88-17-87205-9)
- Le libéral anti-sémites. La nouvelle forme d'une vieille haine, Milan, Rizzoli, 2004.  (ISBN 88-17-00198-8)
- Les sables de Gaza. Chroniques d'une expulsion, Soveria Mannelli, Rubettino, 2006.  (ISBN 88-498-1386-4)
- Deux poids, deux mesures. Les informations sur Israël en Italie. et al., Turin, Italie-Israël Association, 2007.
- Israël C'est Nous, Milan, Rizzoli, 2007.  (ISBN 978-88-17-01034-4)

## Prix
- XIII Prix International de la fiction Salvatore Valitutti, 2006
- Ischia International Prix de journalisme - Journaliste de l'année pour la presse écrite, 2006
- Prix Firenze Donna, 2006
- Wizo Gold Pins, 2003
- Diplôme de Livre d'Or, Keren Kayemet le-Israël, 2003
- Prix des informations correctes, 2004
- Irina Alberti Award - pour son livre L'Abandonnement, 2002
- Premio Fregene 24e ed. - Reconnaissance pour le journalisme par le livre L'Abandonnement, 2002
- Prix Geraldini Ornella, Les femmes dans le journalisme, - Lifetime Achievement Award, 2002
- Casentino Literary Award - prix d'honneur dans le journalisme, 2002
- Prix Iglesias XXXVI - Non-Fiction, 2002
- Capalbio Prix - Politique internationale, 2002
- Prix Silesu Lau, 2002
- Prix de l'Europe pour le journalisme - Journaliste du mois, La Stampa, 1995